# أنانية المراهقين
أنانية المراهقين (Adolescent egocentrism) مصطلح استخدمه عالم النفس ديفيد إلكيند المُختص في طب نفس الأطفال، ليصف ظاهرة عدم قدرة المراهقين على التمييز بين تصوراتهم لأفكار الآخرين عنهم وبين ما يفكر به الآخرون حقيقةً. يستمد إلكيند أفكاره حول أنانية المراهقين من نظرية عالم النفس السويسري الشهير جان بياجيه في التطور المعرفي للبشر، والتي تقترح بأن تفكير المراهقين يجعلهم يتبنون مواقف وهمية وأفكار تجريدية.
وفقاً لهذه النظرية يكون المراهقون قادرين على تصور أفكارهم الخاصة وتصور أفكار الآخرين. ولكن إلكيند يشير إلى أن المراهقين يميلون للتركيز على تصوراتهم الخاصة غالباً -خصوصاً فيما يتعلق بسلوكياتهم ومظهرهم-، بسبب التغيرات الفيزيولوجية التي يتعرضون لها خلال هذه الفترة من حياتهم. وهذا يؤدي إلى اعتقاد المراهقين بأن الآخرين يهتمون بسلوكياتهم ومظهرهم كما يهتمون بأنفسهم. وفقاً لإلكيند فإن أنانية المراهقة تؤدي إلى ظاهرتين هما: الجمهور التخيلي والخرافات الشخصية.

## التراكيب العقلية

### الجمهور التخيلي
استخدم مصطلح «الجمهور التخيلي» لوصف ظاهرة نفسية يُفسر المراهق من خلالها ردود فعل الآخرين تجاهه في المواقف الاجتماعية المختلفة على أنها إعجاب أو اهتمام خاص به، يُكوِّن المراهق نتيجةً لذلك جمهوراً تخيلياً خاصاً به ويعتقد أنه محور الاهتمام بشكل دائم. يعتقد إلكيند أن بناء جمهور وهمي يُفسر لنا ولو بشكل جزئي مجموعة واسعة من سلوكيات وأفعال المراهقين، تلعب الجماهير التخيلية دوراً أساسياً في الوعي الذاتي الذي يظهر في مرحلة المراهقة المبكرة، كما أن فكرة الجمهور التخيلي تساعد في توضيح سبب سعي المراهقين عادةً للخصوصية والشعور بالتردد في الكشف عن أنفسهم، بمعنى آخر إنه رد فعل على الشعور بأن المراهق يخضع باستمرار للمراقبة والتدقيق النقدي من قبل الآخرين.

### الخرافات الشخصية
يقول إلكيند إن المراهقين لديهم مجموعة معقدة من المعتقدات، وهم يظنون أنَّ مشاعرهم فريدة من نوعها وستكون خاصة وخالدة إلى الأبد. وقد استخدم مصطلح الخرافة الشخصية لوصف هذه الفكرة، وتعد مكملاً لفكرة الجمهور التخيلي، نظراً لأن المراهق لا يستطيع التمييز عادةً بين تركيزه على تصوراته الخاصة وتصورات الآخرين عنه، ويميل المراهقون إلى الاعتقاد بأنهم مهمون لكثير من الناس (الجمهور التخيلي) لدرجة أنهم ينظرون إلى مشاعرهم على أنها شيء مميز وفريد من نوعه. وقد يقود هذا الاعتقاد الوهمي بالتفرُّد لعواقب خطيرة قد تصل للموت، مع محاولة تقمص أدوار البطل أو حتى الإله.

## التراجع
يعتقد إلكيند أن الأنانية لدى المراهقين ظاهرة مؤقتة سوف تتناقص تدريجياً مع تقدم المراهقين في العمر. والسبب في ذلك يعود لدخول المراهق للعالم الحقيقي بشكل أكبر، في هذه المرحلة لن تتطور أي أنظمة أو أفكار ذهنية جديدة، ولذلك ستستمر البنى الفكرية والعقلية التي تشكلت خلال فترة المراهقة لبقية العمر الافتراضي للإنسان، وستتراجع تدريجياً الظاهرتان العقليتان الناجمتان عن أنانية المراهقين: الجمهور التخيلي والخرافات الشخصية، وستصبح العمليات العقلية أكثر نضوجاً واستقراراً.

### تراجع ظاهرة الجمهور التخيلي
اعتبر إلكيند ظاهرة الجمهور التخيلي كسلسلة من الفرضيات التي يختبرها تفكير المراهق ضد الواقع. وبما أن الجمهور التخيلي يتشكل اعتماداً على تصور المراهق الخاص، ولكن مع تقدم الإنسان بالعمر تتراجع هذه الظاهرة تدريجياً من خلال التواصل والتفاعل مع الجماهير الحقيقية على أرض الواقع، وسيتمكن المراهقون من إدراك الفرق بين اهتماماتهم الخاصة وبين اهتمامات الآخرين.

### تراجع الخرافات الشخصية
استمد إلكيند أفكاره حول تراجع الخرافات الشخصية من كتاب إريكسون "مراحل التطور النفسي والاجتماعي"  الصادر عام 1959، حيث يعزو إريكسون أسباب تراجع الخرافات الشخصية مع تقدم المراهق بالعمر إلى مفهوم "العلاقة الحميمة"، فخلال عملية تأسيس العلاقات الحميمة يتعين على المراهقين أن يضبطوا ظاهرة الخرافات الشخصية وسيكونون قادرين على رؤية أنفسهم بطريقة أكثر واقعية، وإقامة علاقات شخصية مفيدة.

## النقاش
ناقش الكثير من الباحثين مفهوم إلكيند حول أنانية المراهقين، ولكن النتائج التي توصلت لها هذه الأبحاث لم تدعم مفهوم أنانية المراهقين بشكلٍ كافٍ. تركز النقاشات الرئيسية في الأدبيات الحالية على ثلاثة جوانب:
- هل ترتبط أنانية المراهقين بالعمر؟
- هل هناك صلة بين أنانية المراهقين بالظواهر الفكرية؟
- هل تحدث أنانية المراهقين بشكلٍ متساوٍ بين الجنسين؟

### ارتباط أنانية المراهقين بالعمر
يدعي إلكيند في كتابه الصادر عام 1967 أن ظهور أنانية المراهقين تظهر عادة خلال فترة المراهقة المبكرة بين عمر 11 – 12 سنة، وتتلاشى تدريجياً خلال فترة المراهقة المتوسطة والمتأخرة. ولكن بعض النتائج المستخلصة من دراسات لاحقة تشير إلى أن هذا الرأي قد لا يكون دقيقاً. ففي عام 1986 أجرى لابسلي وزملاؤه دراستين لبحث فرضيات إلكيند النظرية، في دراستهم الأولى قاموا بجمع بيانات من عينة تضمنت نحو 45 من طلاب الصف السادس و39 من طلاب الصف الثامن، و50 من طلاب الصف العاشر و49 من طلاب الصف الثاني عشر، واستخدموا «مقياس المراهقين للغرور» الذي وضعه إينرايت عام 1979.
لو كان افتراض إلكيند صحيحاً يجب أن يتناقص حجم الارتباط مع تقدم العمر. ولكن نتائج الدراسات أشارت لوجود ارتباط سلبي كبير فقط في مرحلة المراهقة المتأخرة مع تغير غير مهم في حجم الارتباط. لم تدعم النتائج افتراضات إلكيند التي تظهر أن أنانية المراهقين تظهر في مرحلة المراهقة المبكرة وتتناقص بشكل خطي خلال فترة المراهقة المتوسطة والمتأخرة. بمعنى آخر يمكن أن يعاني المراهقون الذين تتراوح أعمارهم بين 11 و12 عاماً من أنانية المراهقين بنفس القدر الذي يعاني منه هؤلاء الذين تتراوح أعمارهم بين 15 و16 عاماً. تُقدم كذلك دراسة أخرى قام بها فرانكينبرغ عام 2000 دليلاً على أن أنانية المراهقين ليست مرتبطة بالعمر.
أُجري في هذه الدراسة مسح لبيانات من 223 مراهق و131 من الشباب البالغين، اعتمد المسح على ثلاثة مقاييس: الأنانية والمراهقة، الوعي الذاتي، التفاعلية الشخصية. وكشفت النتائج أن الأنانية لم تكن في العموم مختلفة بشكل كبير بين المراهقين والشباب، مما يشير إلى أن أنانية المراهقين قد تستمر حتى مرحلة البلوغ.